# Трговиште (район Михаловце)
Трговиште (словац. Trhovište, венг. Vásárhely) — деревня и община Михаловецкого района Кошицкого края, Словакии.
Расположена на востоке Восточно-Словацкой низменности в 352 км от столицы г. Братислава.
Центр деревни находится на высоте 130 м над уровнем моря.
Площадь 12, 562 км². 

## Население
| Год:                | 1994 | 2004     | 2014    | 2024     |
| ------------------- | ---- | -------- | ------- | -------- |
| Количество человек: | 1545 | 1816     | 1913    | 2161     |
| Разница:            |      | +17,54 % | +5,34 % | +12,96 % |

По состоянию на 31 декабря 2022 года население составляло 2126 человек. Население преимущественно словацкое.

## История

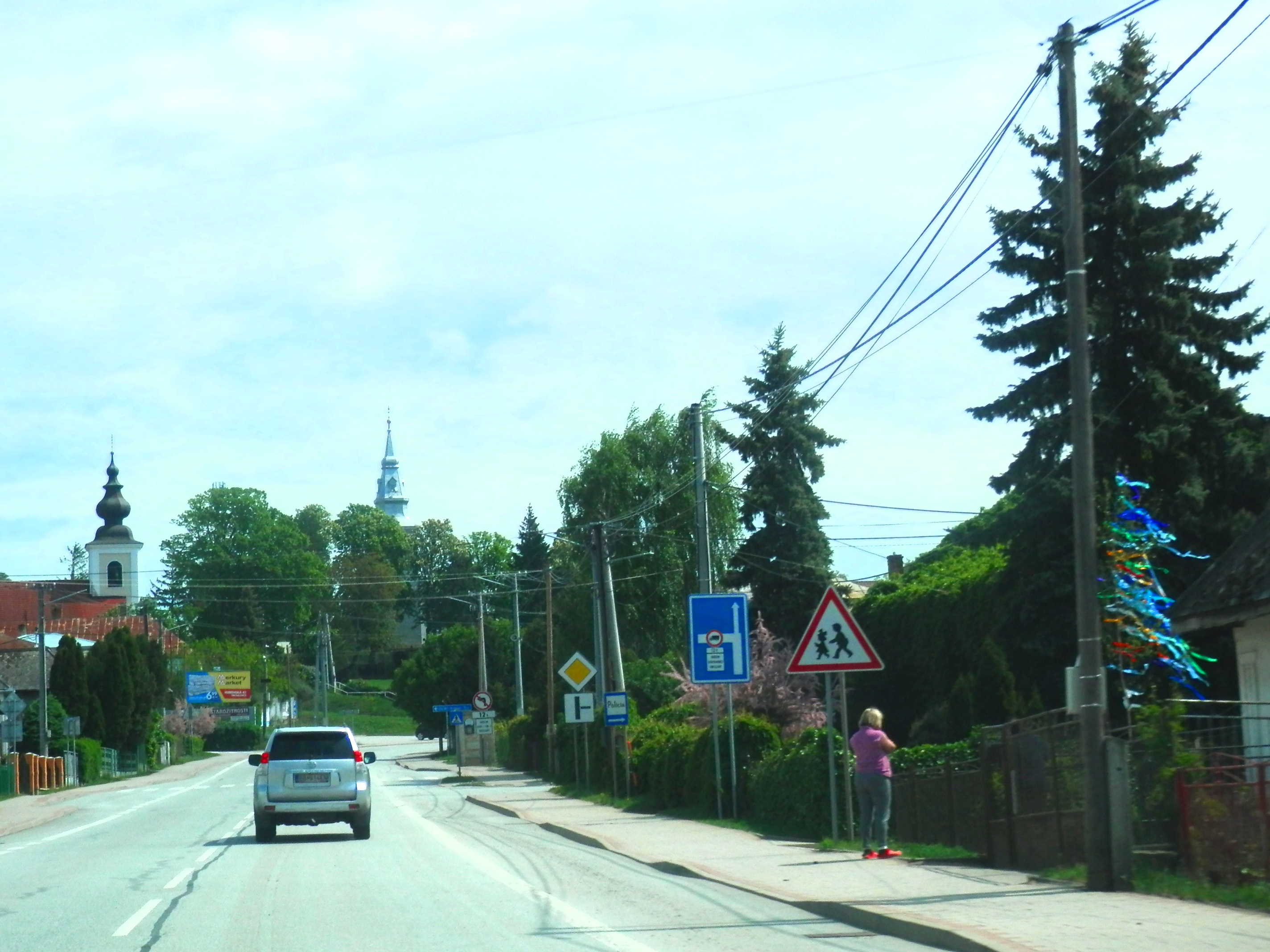
Трговиште

Впервые упоминается в 1220 году как Васархел. До 1918/1919 года принадлежала Венгерскому королевству , затем перешла в состав Чехословакии , сегодня Словакии.
В деревне есть библиотека, спортивный зал и футбольное поле. Также имеется собственный отдел регистрации актов рождения, отдел полиции, заправка и страховая компания.

## Достопримечательности
В селе есть греко-католическая церковь Всех Святых 1818 года в стиле барокко – классицизма , с 1986 года является национальной культурной достопримечательностью.